# خوان وينانز
خوان وينانز (بالإنجليزية: Juan Winans)‏ هو موسيقي أمريكي، ولد في 24 يوليو 1981.

## روابط خارجية
- خوان وينانز على موقع ميوزك برينز (الإنجليزية)
- خوان وينانز على موقع ديسكوغز (الإنجليزية)